# Vesela Lečeva
Vesela Nikolaeva Lečeva, coniugata Veleva (in bulgaro Весела Николаева Лечева-Велева?; Veliko Tărnovo, 20 maggio 1964), è un'ex tiratrice a segno bulgara.
Dal 2 agosto 2022 al 6 giugno 2023 è stata ministro dello sport nel Governo Donev I e nel Governo Donev II.

## Palmarès

### Olimpiadi
- 2 medaglie:
  - 2 argenti (Seul 1988 nel fucile 50 m 3 posizioni; Barcellona 1992 nel fucile 10 m)